# Веселівська селищна територіальна громада
Веселівська селищна об'єднана територіальна громада — територіальна громада в Україні, у Мелітопольському районі Запорізької області. Адміністративний центр — селище Веселе.
Площа громади — 568,08 км², населення — 14 094 мешканці (2020).
Утворена в рамках адміністративно-територіальної реформи 2015 року. До складу громади ввійшли Веселівська селищна рада та Білоріцька, Широківська сільські ради Веселівського району, які 7 серпня 2015 року ухвалили рішення про добровільне об'єднання громад. А 27 серпня утворення громади затверджене рішенням обласної ради.
Окупована Росією з лютого 2022 року.

## Населені пункти
У складі громади 1 селище та 10 сіл:
| Населений пункт         | Населення, осіб (2015) |
| ----------------------- | ---------------------- |
| Веселе (селище)         | 10 043                 |
| Авангард, село          | 61                     |
| Далеке, село            | 65                     |
| Єлизаветівка, село      | 249                    |
| Мала Михайлівка, село   | 586                    |
| Менчикури, село         | 1527 (2001)            |
| Новоолександрівка, село | 547                    |
| Озерне, село            | 294                    |
| Піскошине, село         | 544 (2001)             |
| Широке, село            | 738                    |
| Ясна Поляна, село       | 136                    |